# Église Notre-Dame-de-la-Défense
Pour les articles homonymes, voir Église Notre-Dame et Notre-Dame.
L'église Notre-Dame-de-la-Défense (en italien : Chiesa della Madonna della Difesa) est une église dans la petite Italie de Montréal. Inaugurée en 1919, elle est située au niveau du 6800 Henri-Julien au coin de la rue Dante, entre les stations de métro Jean-Talon et Beaubien dans l'arrondissement de Rosemont–La Petite-Patrie.

## Histoire
L'église a été construite par des immigrants italiens de Montréal, surtout ceux originaires du Molise, pour rappeler l'apparition de la Vierge Marie à La Difesa, une contrada de la petite commune de Casacalenda (Campobasso, Molise). Les architectes qui ont dessiné les plans sont Roch Montbriant et Guido Nincheri. Le style architectural tout en briques de l'église est romanisant et de plan type à croix grecque. 
La décoration intérieure de l’église a été composée par le célèbre artiste peintre et maître-verrier italo-québécois Guido Nincheri dans le style de la néo-Renaissance. Ces travaux ont été terminés en 1927.
L'église Santa Maria della Difesa est célèbre pour sa grande coupole, sa façade en brique et pour ses fresques de Guido Nincheri. 

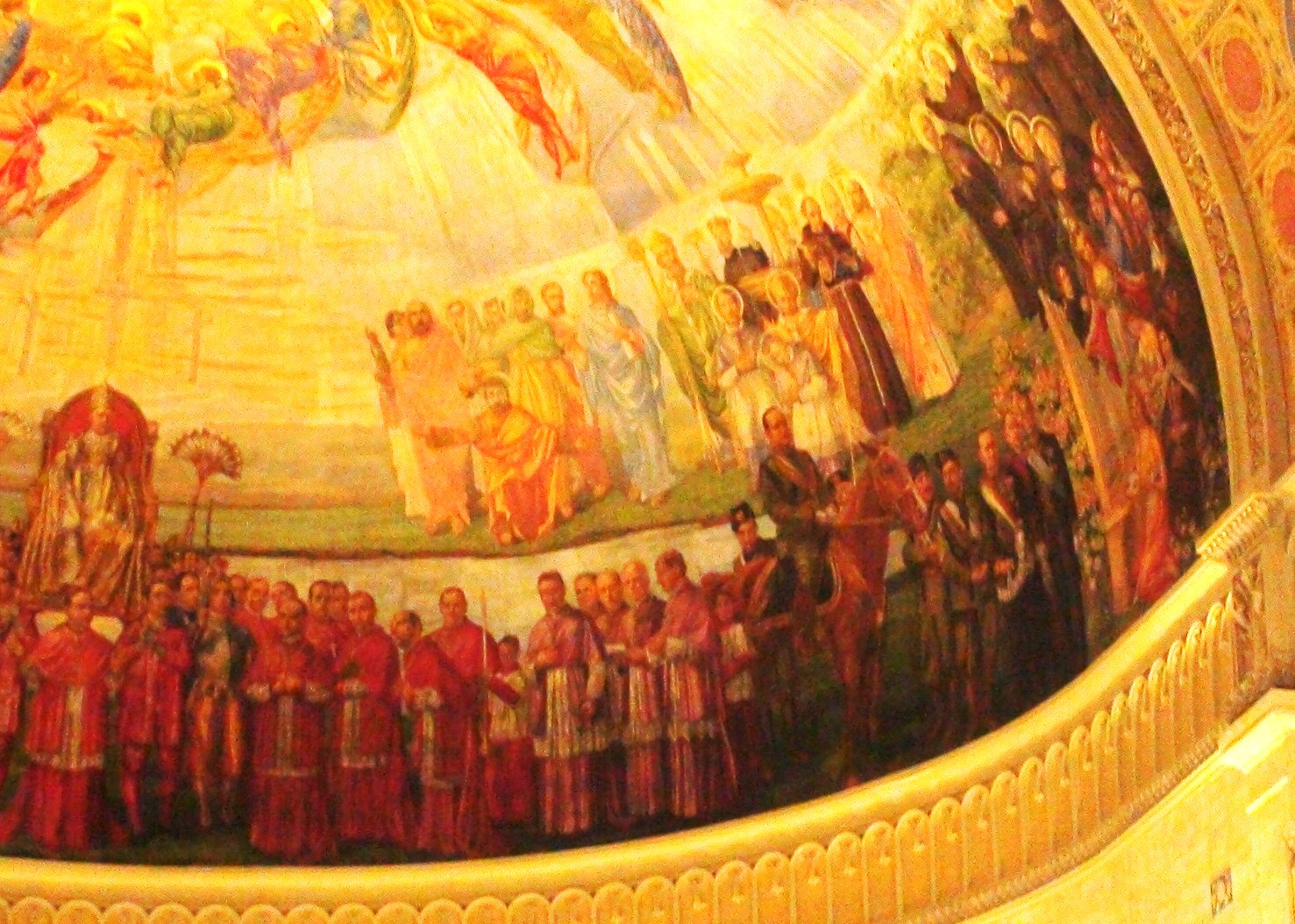
Mussolini à cheval

La fresque de l'abside en cul-de-four représente Benito Mussolini à cheval, à droite,. 
\Peinte avant la Seconde Guerre mondiale, elle commémore les accords du Latran.
Cette église a été désignée lieu historique national du Canada le 30 novembre 2002.

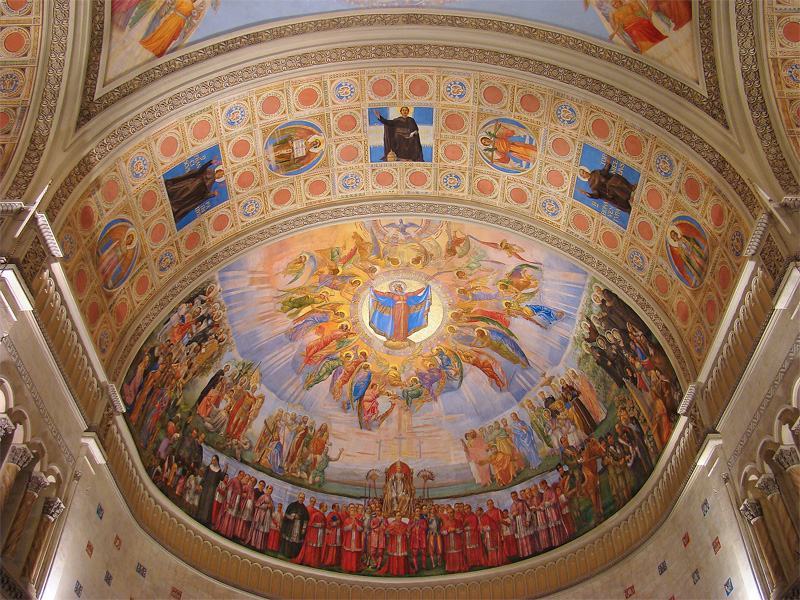
L'abside.
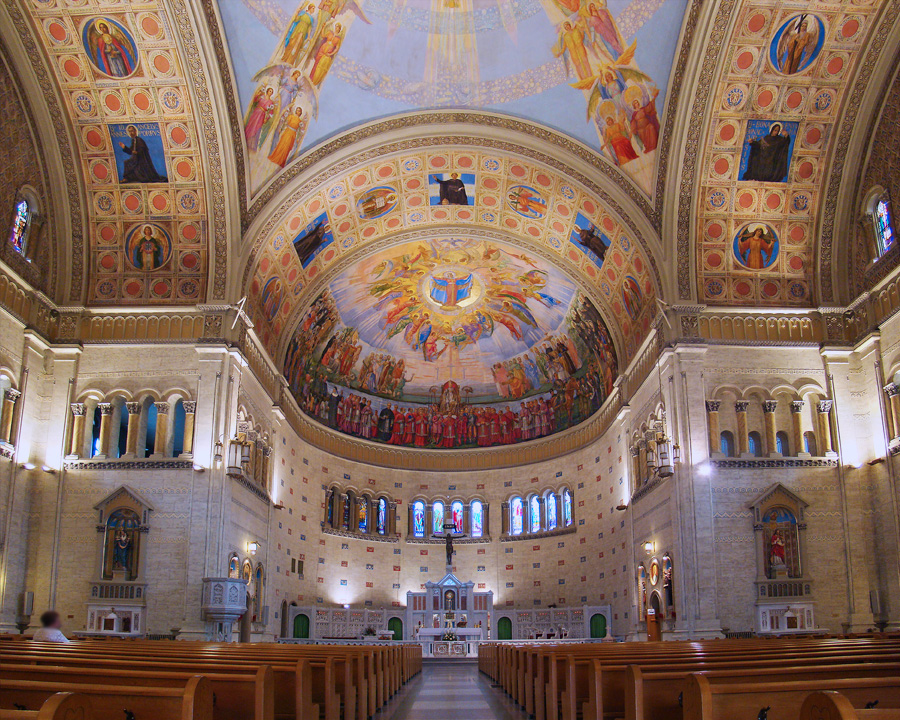
L'intérieur.
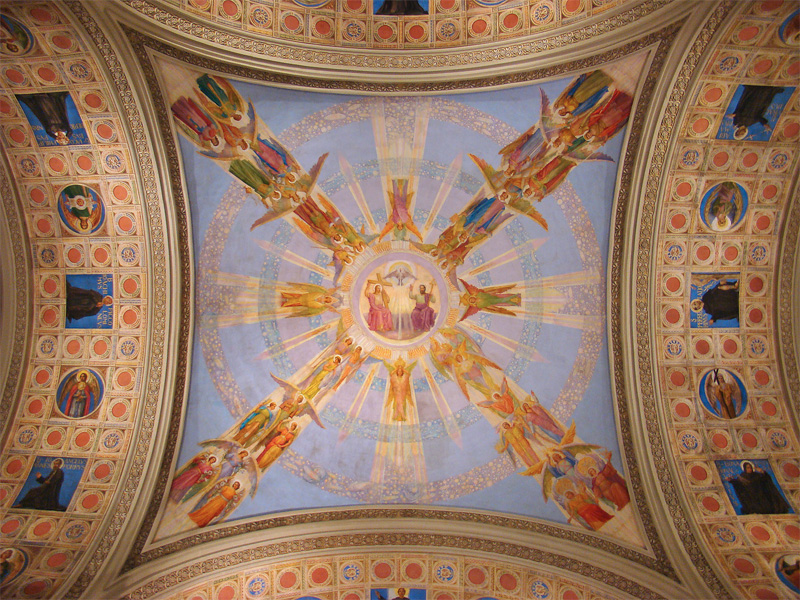
La croisée du transept.